# Pastiglia
Pastiglia (reliéfní dekor, pastiglia, pastillaje, yesería, relieve en stucco, appliqué relief, Piasterrelief) je termín pocházející z italštiny a označuje nízký tlačený reliéf užívaný k dekoraci užitkových předmětů, soch nebo obrazů. Rozšířila se z východního Středomoří během křižáckých výprav podél tras, jimiž se vojska vracela. Technika byla obzvláště oblíbená v renesanci jako levná náhrada řezby.

## Materiál

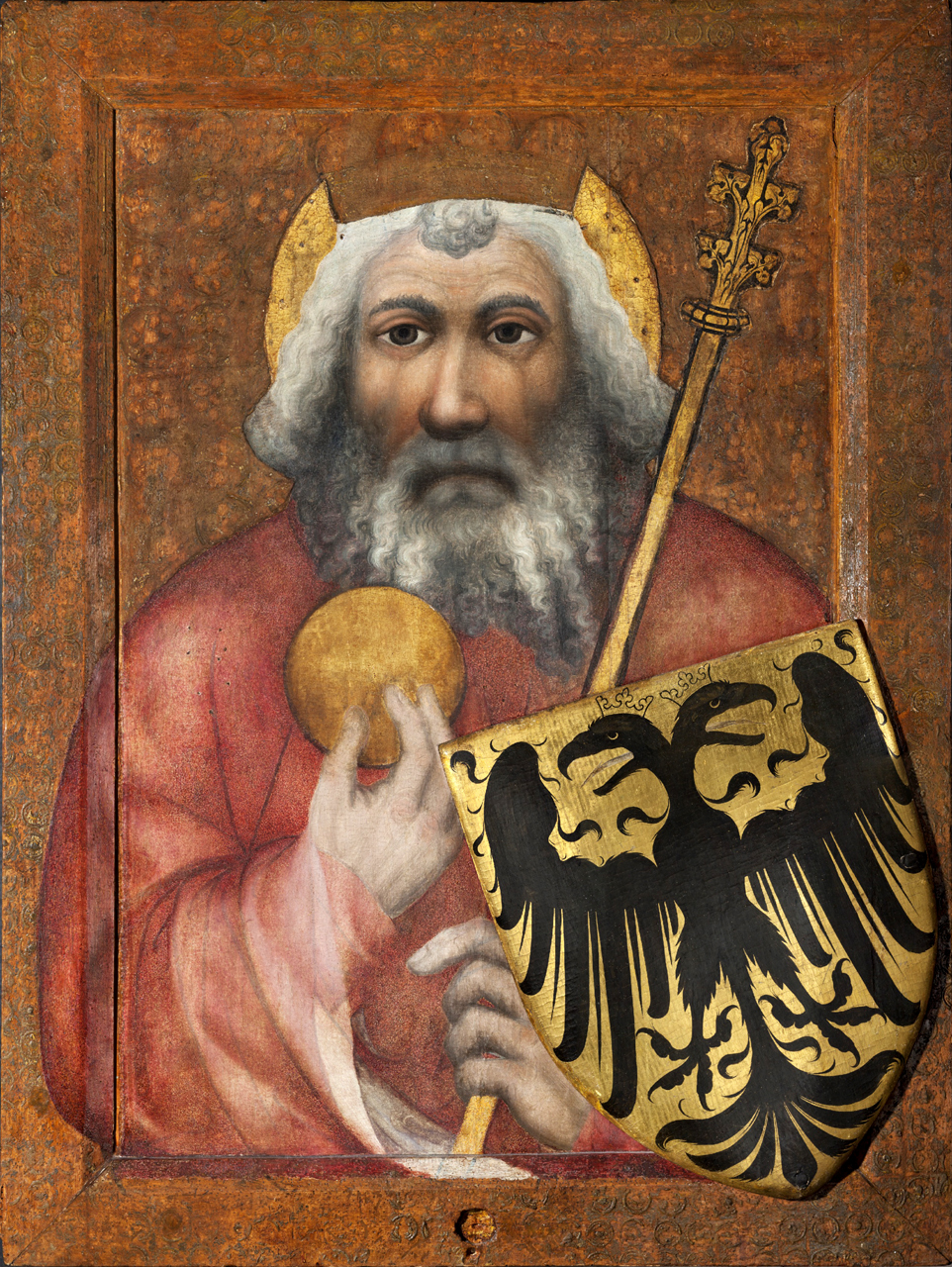
Mistr Theodorik, Sv. Karel Veliký, Národní galerie v Praze

Materiálem pro tlačený reliéf, vytvořený přímo na podkladové vrstvě obrazu, je křída pojená klihem z králičích kůží. Při restaurování se doplňky lepí směsí minia s olejem.
K reliéfnímu zdobení se pastiglia užívala jako podklad malovaného nebo zlaceného pozadí deskových obrazů a rámů od období rané gotiky. Technika byla ve 13. století rozšířena v Katalánsku a známa v Neapoli, Pise, Florencii a Sieně na počátku 14. století. Z Itálie byla patrně přenesena i do Čech.
Hojně ji využíval ke zdobení pozadí i rámů svých deskových obrazů Mistr Theodorik. Běžně se jako základ používala směs tzv. šedé křídy (Bergkreide) připravené z dolomitu a pojená kožním klihem. Pastiglia použitá na ozdobu brokátů, lemu šatů, miter a atributů, byla z masy bílé, obsahující boloňskou křídu a kožní klih. Křemičitá hmota výplně je ve svém detailním složení, tj. v příměsi žlutých a červených okrů, černých částic a kalcitu, i v druzích pojidla, kterým je škrob, bílkoviny a olej, zcela totožná se spodní vrstvou podkladu malby, bez ohledu na to, zda spočívala na křídovém podkladu, na křemičité vrstvě nebo přímo na dřevě. Stejné složení mají i pastiglia užitá v nástěnných malbách na hradu Karlštejn a v katedrále sv. Víta.
V odborné literatuře se užívá termín "bílá olovnatá pastiglia", který označuje směs olovnaté běloby (zásaditý uhličitan olovnatý) s vaječným žloutkem nebo i bílkem. Ke zhotovení reliéfů, které zachovávají velmi jemné detaily, se užívá kovových matric. Po vytvrdnutí se reliéfy lepily na nejrůznější užitné předměty a napodobovaly drahé slonovinové řezby. V malbě byla olovnatá běloba jako bílý pigment užívána už ve starověkém Egyptě a ve středověké malbě.
Řídký nátěr křídy či sádrovce s pojidlem a olovnatou či zinkovou bělobou se užívá k vytvoření podkladové vrstvy obrazů (šepsování). Měkký křídový podklad slouží k vyrovnání nerovností při malbě na dřevě. Používá se buď plavená křída (severní oblasti Evropy) nebo mletý sádrovec (jižní Evropa). Jako benátská křída je označován mletý mastek.